# Sinni
Sinni  (lat.: Siris ili Sinis)  je rijeka na jugu Italije, koja izvire u južnim Apeninima, u planini Serra della Giumenta, protječe kroz talijansku regiju Basilicata, te nakon 94 km svoga vodotoka ulijeva se u Jonsko more, Tarantski zaljev. U vremenu Magna Graecia na ušću rijeke Sinni u Tarantski zaljev nalazila s grčka kolonija Siris.  
U blizini grada Senice, na rijeci Sinni izgrađena je brana (od 1970-1982), najveća u Europi izgrađena od zemlje, koja oblikuje umjetno jezero Monte Cotugno.

## Vanjske poveznice
|  | Zajednički poslužitelj ima još gradiva o temi Sinni |